# Tomasz Kwiatkowski
Tomasz Kwiatkowski (* 25. Februar 1978 in Warschau) ist ein polnischer Fußballschiedsrichter. Er steht als Video-Assistent seit 2021 auf der Liste der FIFA-Schiedsrichter.
Kwiatkowski leitet Spiele in der polnischen Ekstraklasa und weiteren nationalen Wettbewerben.
Zur Weltmeisterschaft 2022 wurde Kwiatkowski ins Aufgebot der Video-Assistenten berufen.
Im April 2024 wurde Kwiatkowski als Videoschiedsrichter für die Europameisterschaft 2024 in Deutschland nominiert.

## Kontroversen
Nach dem Spiel zwischen PSG Paris St. Germain und Newcastle United FC in der Champions League am 28. November 2023 wurde Kwiatkowski für ein Spiel von der UEFA suspendiert, da er Kylian Mbappé in der 90 +8 Minute zu einem Handelfmeter verhalf, der von der UEFA im Nachgang als Fehlentscheidung deklassiert wurde.
Am 12. März 2025 gab es weitere Kontroversen: In dem CL-Achtelfinale im Elfmeterschießen zwischen Atlético Madrid und Real Madrid verhalf VAR-Schiedsrichter Tomasz Kwiatkowski dem Feldschiedsrichter Marciniak bei dem Elfmeter von Julián Álvarez zur Entscheidung, dass der Stürmer von Atlético Madrid den Ball zwei Mal berührte, was regelwidrig wäre und was dazu geführt hat, dass der Elfmeter als verschossen gezählt wurde. Kontrovers ist es, da an den ermöglichten Videoausschnitten eine doppelte Berührung nicht eindeutig sichtbar war. Real Madrid gewann das Spiel im Elfmeterschießen durch diesen Vorteil und zog damit ins Viertelfinale der CL-Saison 2024/25 ein.